# إلياس لويز دوس ريس
إلياس لويز دوس ريس هو لاعب كرة قدم برازيلي في مركز الوسط، ولد في 29 أكتوبر 1983 في Jandaia do Sul ‏ في البرازيل. لعب مع ريد بل براغانتينو ونادي الفتح ونادي النصر ونادي دبا الفجيرة ونادي كريسيوما ونادي موجي ميريم ونادي نيكاكسا.

## وصلات خارجية
- إلياس لويز دوس ريس على موقع قاعدة بيانات كرة القدم.إي يو (الإنجليزية)
- إلياس لويز دوس ريس على موقع Soccerway.com (الإنجليزية)